# De Mosselbanken
De Mosselbanken is een polder ten westen van de Braakmanhaven, in de Nederlandse provincie Zeeland. Het is de meest recente polder welke in Zeeuws-Vlaanderen werd aangelegd.

## Geschiedenis
Na de afsluiting van de Braakman in 1952 lag vóór de kust nog een schorrengebied, De Mosselbanken genaamd. Het was een belangrijk gebied voor watervogels en een van de weinige overgebleven schorren.
Nadat in 1964 het bedrijf Dow Chemical zich in de Nieuw-Neuzenpolder had gevestigd, wilden een aantal Zeeuwse bestuurders, met name Ad Kaland, nog méér industrie. Vooruitlopend op eventuele uitbreidingsplannen van Dow besloot men alvast om de Mosselbanken in te polderen. Actie van het Comité Mosselbanken om het gebied voor de natuur te bewaren mocht niet baten, hoewel tal van waterschappen, gemeentebesturen, natuurbeschermings- en landbouworganisaties zich tegen inpolderen verklaarden.
In 1975 werd tot inpoldering besloten en in 1977 was de inpoldering een feit. Ze heeft een oppervlakte van 133 ha en is bestemd voor industrie. Tussen de nieuwe polder en de Nieuw-Neuzenpolder ontstond de Braakmanhaven.
In de polder is Oiltanking Terneuzen gevestigd. In 2022 kwam er een zonnepanelenpark. Meer dan een derde van het in 1977 bedijkte oppervlak bleef toen nog braak liggen.

## Ligging
De polder bevindt zich ten noorden van de Wevelswaaldijk, tussen de Paulinapolder en de Braakmanhaven in.